# 天與地 (無綫電視劇)
《天與地》（英語：When Heaven Burns）是香港電視廣播有限公司的時裝電視劇，由林保怡、陳豪、佘詩曼、邵美琪及黃德斌主演，監製為戚其義。
該劇題材涉及搖滾精神、人性、政治及宗教等議題，均屬香港電視劇冷門題材，人食人情節惹起爭議、時空交錯導致劇情錯綜複雜，導致收視不理想，而編審周旭明承認劇本創作受到六四事件啟發，也令到該劇成為逾20年來首部被中华人民共和国國家廣播電視總局禁播的華語電視劇。惟該劇風格大膽創新，加上對白與情節涉及對香港社會現狀的不滿，引起不少年輕觀眾共鳴，被香港網民譽為「神劇」；在萬千星輝頒獎典禮2012，該劇更成為最佳劇集。

## 創作沿革

### 構思與片花
《天與地》的創作起源於2008年，編審周旭明把《珠光寶氣》草創階段棄置的故事概念，重新拍攝剪輯為2009無綫節目巡禮的片花，片中張家輝飾演的資訊科技界才俊（未有交代名稱），暗自在股壇拋空投機獲利，與林保怡飾演候選立法會議員張建生，陳豪飾演的澳門賭場負責人司徒，三人打算合作造市，而佘詩曼飾演張家輝角色的妻子，前男友15年前在雪山上被同行的三人殺害吃掉，因此部署復仇大計，又向邵美琪飾演的司徒太太指證司徒有外遇。三人最終反目成仇，而雪山被殺的友人屍體終被發現，三人在法庭中面對檢控官（鄧萃雯飾）的質問，片末以「一念天堂、一念地獄」作結語。其他參與片花的演員包括李司棋及麥長青。
事後迴響不俗，無綫高層決定把《天與地》製作搬上工作日程，展開劇本創作，但2009年中創作過程出現樽頸，周旭明與戚其義均對恩怨情仇的電視劇集主題感到厭倦，希望把主題聚焦於「人吃人」的命題。周旭明參加維園六四燭光晚會，受到台上演唱Beyond的《抗戰二十年》啟發，遂向戚其義建議把《天與地》風格調較成一種浪漫的定調，設計成緩緩節拍，刻意以鏡頭取代對白，他形容「借此機會好好享受創作人生中難得的一次自私」。
為了交代分場故事，創作團隊突破地借用近似舞台劇的閃回倒敍（flashback）技巧，讓葉梓恩與許家明飛越時空對話，也成為劇中交代前因後果的戲劇手法，故事則環繞主角把青春時代的純真理想謀殺摧毁，肢解果腹，而年少時曾經追求過的幼稚虛榮，隨着年歲漸長，變成政商權貴周旋的偽善與殘酷，也隱含對現實社會的不滿，周旭明形容是「因為對這個城市感到悲傷，才會寫《天與地》」。他自評《天與地》劇本較自己創作的《金枝慾孽》還要好。

### 創作團隊
《天與地》的製作團隊由戚其義、周旭明及周慕妍組成。戚其義是監製，負責構思；周旭明是編劇兼編審，負責創作劇本和審稿；周慕妍為製作統籌，專門負責製作預算和拍攝所需的資源。
戚其義和周旭明二人曾在亞洲電視共事而認識，並在1995年播放的《O記實錄》中首次在無綫電視合作，直至創作出《天與地》前，二人共出品過《創世紀》、《先生貴性》和《珠光寶氣》等14套無綫電視劇，加上不少的作品亦被視為經典，傳媒因而稱他們為「黃金搭檔」。周在訪問中解釋戚其義是「一個懂他的監製」，也只有他才能滿足戚其義對於劇集的各種要求和想法，令兩人一拍即合。周又稱過去他們會出現不少創作上的分歧，然而，在制作《天與地》期間，二人的分歧並不多，「當時已經達到了我知道他想什麼，他也知道我想什麼的默契」。

### 主題及政治隱喻

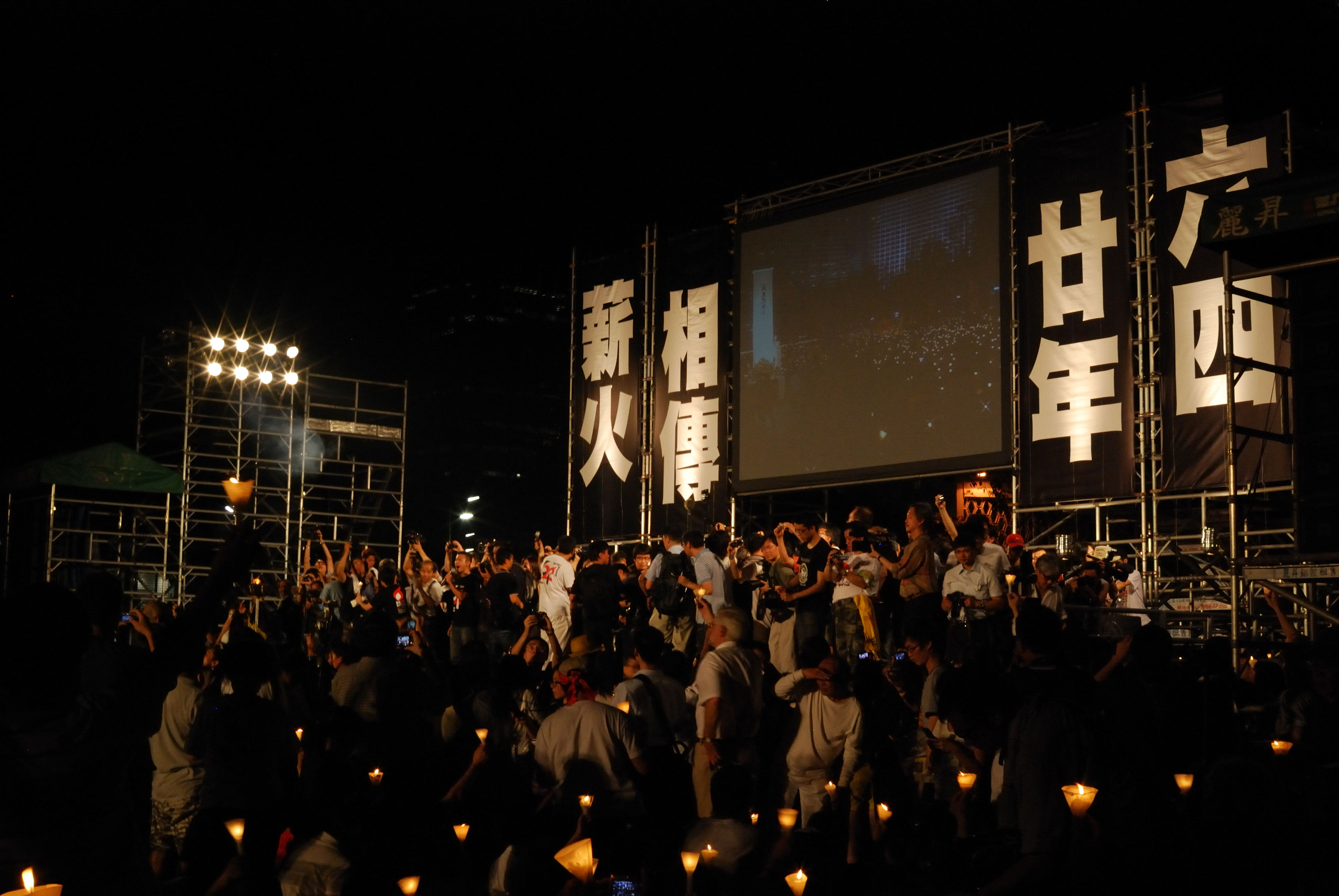
編審周旭明創作《天與地》的靈感，受到他參與的紀念六四事件20周年的維園燭光晚會啟發

《天與地》講述自相殘殺的內容，有分析指人食人慘案比喻「六四事件」，三位男主角經歷血案後的人生轉變，隱喻香港人「六四」後的心態取向，鄭振軒選擇徹底忘記、變得麻木而去移民，而宋以朗放下理想轉而追遂名利、麻木作惡，劉俊雄則投入社運繼續抗爭、行善贖罪，而女主角葉梓恩則是理想主義者，繼續擁抱夢想。
編審周旭明在2011年12月接受《蘋果日報》訪問，首度承認劇集受到民運人士與香港人六四往後不同的經歷所啟發，而創作時正值六四事件20週年，曾經把故事中的雪山意外設定在1989年，但最終改為1992年，他強調創作階段未有提及六四事件，故團隊沒有刻意聯繫，周旭明解釋：「阿戚也不會理會我這些想法，他關心的是戲劇上的元素，歲月的流逝及唏噓。而這是個香港人的故事，畢竟廣場上的故事對我們來說遠了一點。」
《天與地》劇本深入描寫主角的心理變化。評論分析，劇中人物宋以朗在雪山血案後變得粗野和殘暴，但內心卻是很脆弱；劉俊雄為工人權益四出奔波，是個不折不扣的好人，但面對挫折時，則會變得毫無底線，任何的事情也做得出；鄭振軒為求生存而殺人，其後選擇忘記。監製戚其義解釋，《天與地》的主題是環境會如何改變人性，以及借劇中人呈現的人性發現到不同的人物類型，食人並非劇中重點：「生活的壓力，社會的進步，都會拖著你往前走，如果你跟不上，就只有摔倒。巨大的壓力下，人會做出連自己都意想不到的事，也許陰險，也許殘忍，完事後，不同的性格也會萌生不同的變化，這就是我想在《天與地》裡面探討的。」。林保怡認為劇中三人在面對罪惡時作出不同選擇，不但呈現出了不同的人生觀，也讓觀眾有更多思考空間，可細品味關於人性的道理。
《天與地》不少內容亦諷刺香港社會時弊，帶出了政治的陰暗、社會不公平及日漸單一化等信息。例如第3集，劉俊雄所屬的工會職員指，大型政黨以物質好處拉攏支持者；第6集葉梓恩諷刺政府官員為「人肉錄音機」等。另外，亦有對白諷刺立法會議員質素和香港人善忘的個性。劇中角色則引出如自由意志、選擇權利、獨立人格、對抗霸權等價值觀。分析指，劇情與對白反映出公眾對社會的不滿，因而引起觀眾共鳴。

### 選角

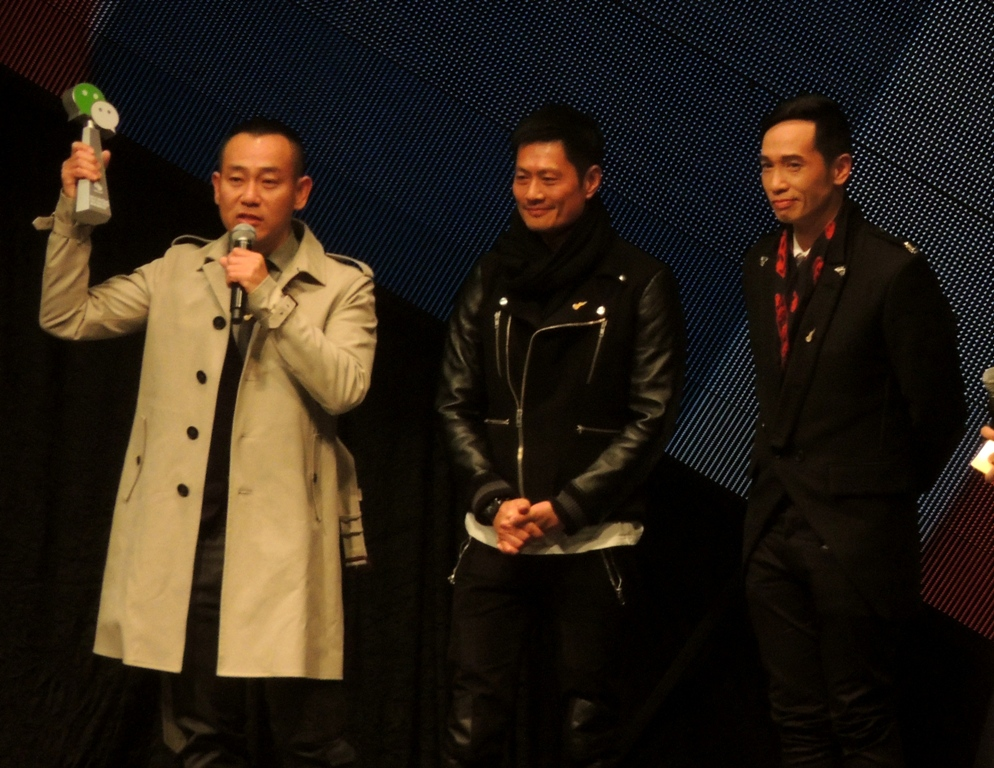
林保怡（左）、陳豪（右）及黃德斌（中），分別飾演劇中主角劉俊雄、宋以朗及鄭振軒。圖為三人主唱的劇集片尾曲《年少無知》在2012年度叱咤樂壇流行榜頒獎典禮得獎。

在《天與地》片花中，以字幕交代該劇由張家輝、林保怡及陳豪領銜主演，然而製作一直推遲，張家輝因檔期未能配合而辭演。劇中演員在2009年9月21日拍攝造型，包括林保怡、陳豪、黃德斌、佘詩曼、邵美琪等主要演員陣容亦正式敲定及對外曝光，有傳媒解讀為《火舞黃沙》的班底，實際上也考慮到劇中角色組成樂隊的需要，林保怡曾是本地樂隊「齊成」之鼓手，陳豪與黃德斌在中學時曾經與同學組成樂隊。為該劇演出需要，三人均練習高音結他、低音結他及爵士鼓。陳豪為配合飾演的宋以朗角色需要，不僅要減肥約13公斤，更要向專業拳手學習泰拳。女主角方面，佘詩曼為切合劇情需要及凸顯成熟和搖滾味道，應戚其義要求剪短頭髮。戚其義解釋選角並非個人喜好，劇中主要演員拍攝其監製的多部電視劇，已經培養出默契，「《天與地》每個角色都好有難度，若不是這班演員，很難做到。我選演員不只是外表，還要看他們的人生經歷，演出才有深度。」
片花中飾演青年許家明等人的楊明、羅天池、何奕聰最終沒有出演原來的角色，取而代之的是梁証嘉、楊潮凱、羅鈞滿和張景淳。張景淳後來在電台訪問中透露監製戚其義製作十分認真，要求主演青年許家明等的4人必須懂得使用樂器和能唱歌。同時，戚先後與無綫電視的年輕演員面談，了解他們的性格和特質。後來選出了8名候選演員並要求他們即席演奏，最終張景淳等人因曾接受音樂訓練、性格適合，且較有默契而被戚其義選中，得以參與演出。少女葉梓恩則由蔣家旻飾演，因她在電視劇《疑情别戀》飾演過反叛少女，加上外表酷似佘詩曼而獲選演出。另外，在大結局中的中年許家明，原先屬意由黃貫中客串演出，但因檔期未能配合，最終由張景淳續演。

### 拍攝

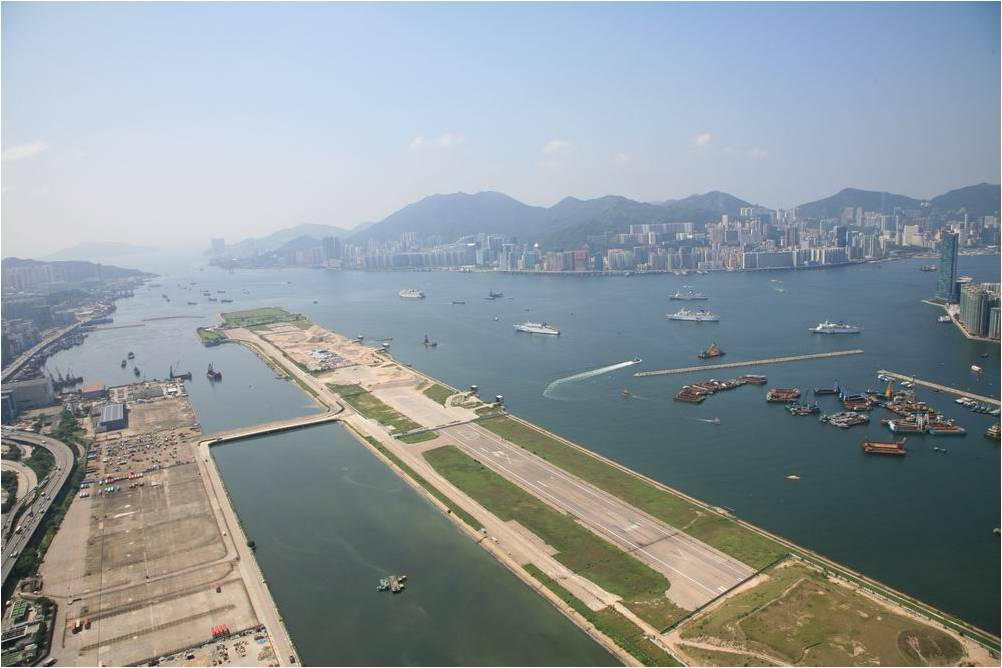
劇中露天搖滾音樂會於前啟德機場跑道取景，此幕動用了200名臨時演員，製作費達數百萬元。

《天與地》於2009年10月正式開鏡。該劇大部分主要場景在中環、上環、筲箕灣、西灣河及跑馬地等地拍攝，亦取景於前啟德機場跑道、寶福山、香港迪士尼樂園、維多利亞公園及烏蛟騰等。全劇於2010年初煞科。
全劇雖然僅用了4個月完成拍攝工作，許多場景花上心思，大結局中搖滾音樂會前後拍攝兩日兩晚完成，動用了200名臨時演員，製作費更達數百萬元。至於雪山人食人一幕，則在錄影廠內拍攝，雪景由電腦後期加上，演員則需化雪妝和穿上雪褸，他們所吃的血肉，實際是煙肉與茄汁；背景中的飄雪其實是食鹽。為求投入饑餓感覺及塑造极度憔悴的面容，張景淳在拍攝前兩天不吃不喝，劇組又拍攝了邊吃邊哭、面目猙獰及目無表情等版本，最終戚其義選了眾人目無表情的版本播出。

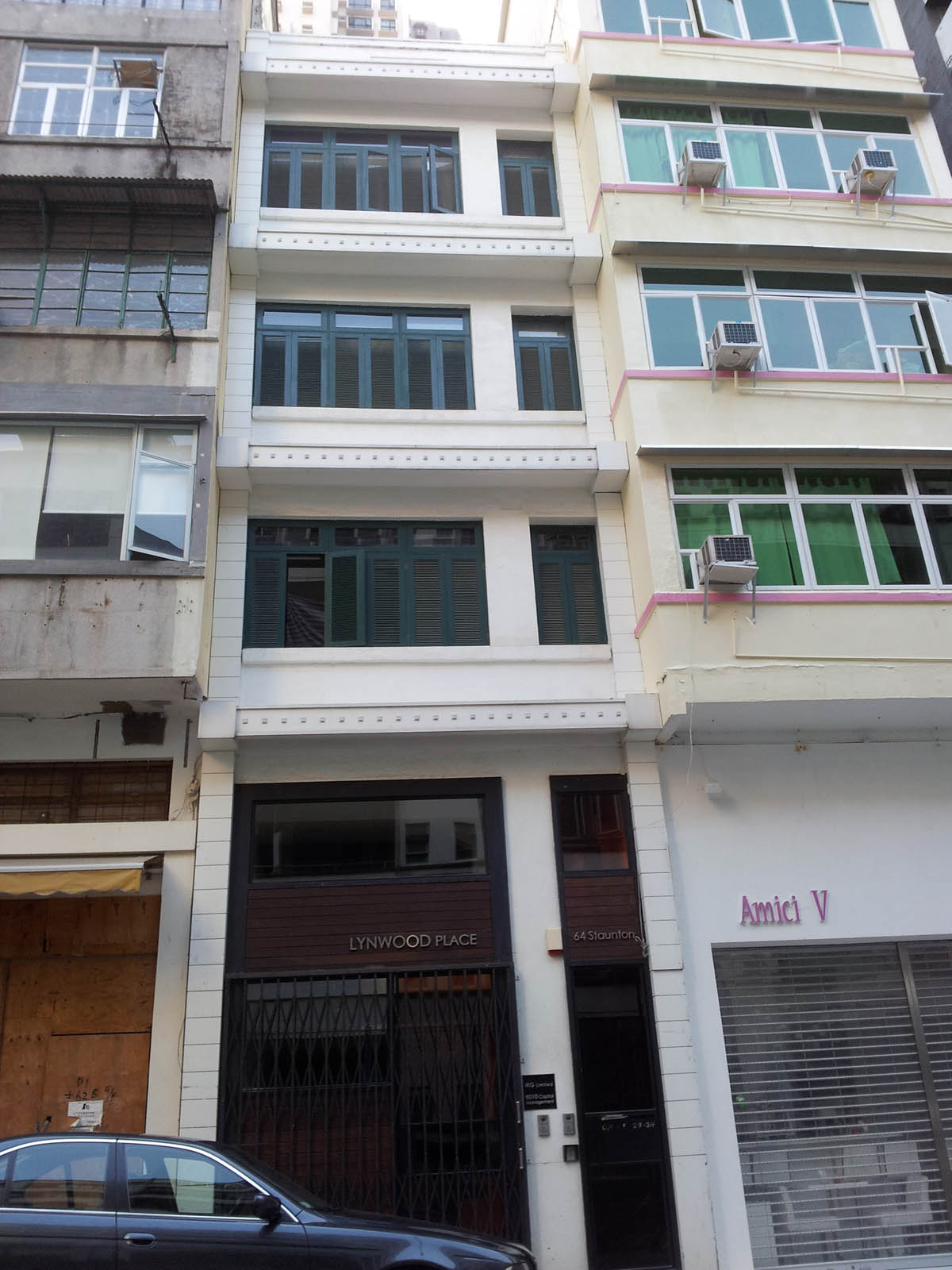
劇中葉梓恩的住處，為士丹頓街64號

由於《天與地》以搖滾樂為背景，不時出現樂隊現場演奏的情節，為求真實感，連酒吧戲份亦要求樂隊演員現場演奏收音，其他主要演員則需在吵雜環境下交代對白。飾演許家明的張景淳接受訪問稱，為免出錯重新拍攝，他們均事先練習，在錄影廠內調音，再到預演及拍攝，可用了大半天的時間。佘詩曼亦表示，為了不影響拍攝進度，每當她參與有樂隊演奏的場景時，更不容自己唸錯台詞。
為求貼近1990年代的時代背景，劇中道具及橋段有刻意搜集資料，如劇中出現的橙色電話亭、「大哥大」手提電話等，均是當時產品，以至劇中葉梓恩與Dr. Dylan閒聊時提到的搖滾樂逸事，也有考證資料，亦使用暗喻手法交代劇情，例如在宋以朗婚禮過後，與鄭振軒及劉俊雄在台上將紙飛機投向坐在宴會廳中央葉梓恩一幕，戚其義解釋是象徵葉梓恩在三人的地位。
參演該劇的演員陳鴻烈在拍攝《畢打自己人》期間不適，於2009年11月24日猝逝，他飾演的侯釗平原先佔全劇約20集的戲份，其中10集戲份已經拍畢，監製戚其義最終決定構思合情理的橋段交代去向，但不會易角。飾演楊雪薇的湯盈盈2009年年初因醉酒駕駛，被判罰社會服務令、罰款及停牌1年，劇中駕駛私家車的戲份均由拖車拉行，或由臨時演員代勞，以免違法。

## 劇情概要

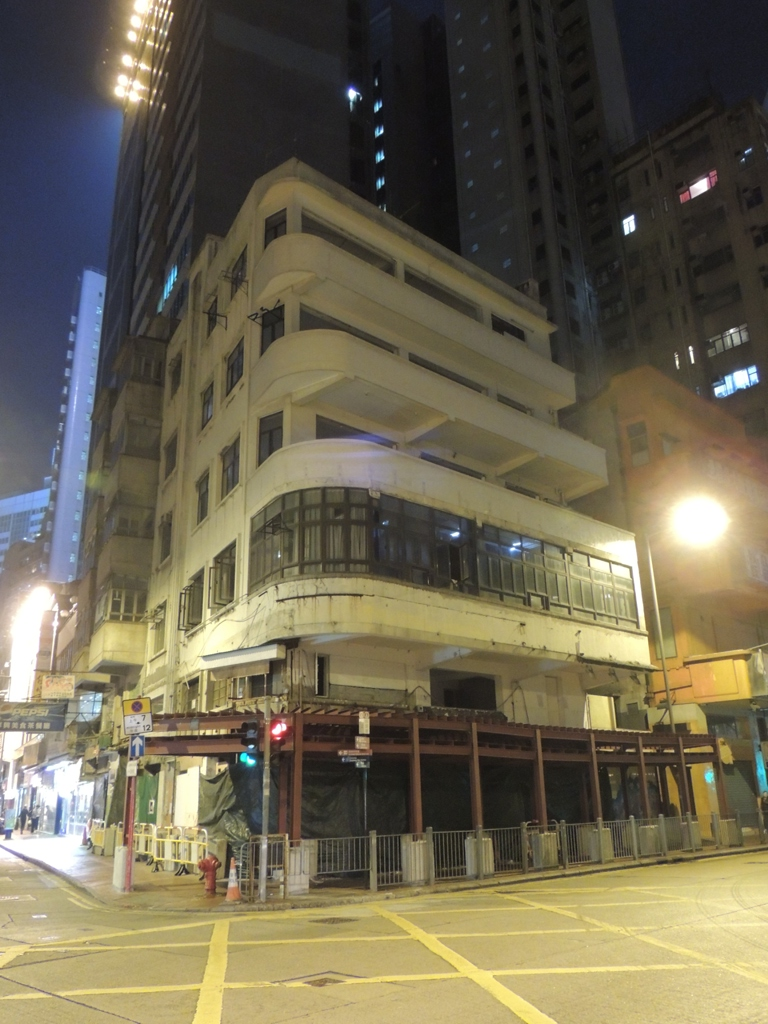
劇中眾人租用作樂團排練的唐樓單位，位於銅鑼灣渣甸街，2013年清拆。

1992年，劉俊雄（林保怡、羅鈞滿飾）、宋以朗（陳豪、楊潮凱飾）、鄭振軒（黃德斌、梁証嘉飾）與許家明（張景淳飾）合組樂隊，與他們的好友、許家明的女友葉梓恩（佘詩曼、蔣家旻飾）渡過一段以音樂為理想的愉快日子。後來樂隊面臨解散，四人希望在樂隊未解散之前，前往新疆天山，參與傳說中的戶外大型獨立搖滾音樂會。可惜四人在天山遇上大風雪，被困山上多日，四人在饑寒交迫下面對死亡，劉俊雄、宋以朗、鄭振軒三人為生存，竟將身受重傷的許家明殺害充飢。三人獲救後，鄭振軒昏迷，而劉俊雄及宋以朗謊稱許家明獨自下山求救失蹤。意外導致樂隊解散之餘，更徹底改變了眾人命運，各人設法逃避這件事，從此分道揚鑣。許家明死後留下一個遺願：舉行首個屬於香港的獨立搖滾音樂節；亦留下一首沒有填詞的遺作——《年少無知》。
從此，他們的人生走向截然不同的方向：劉俊雄投身社運試圖贖罪，卻婚姻破裂。宋以朗墮入黑市金融，利用婚姻謀財。鄭振軒因失憶移居加拿大，組建家庭後因眼疾返港。葉梓恩沉溺痛苦，多年後才嘗試振作。

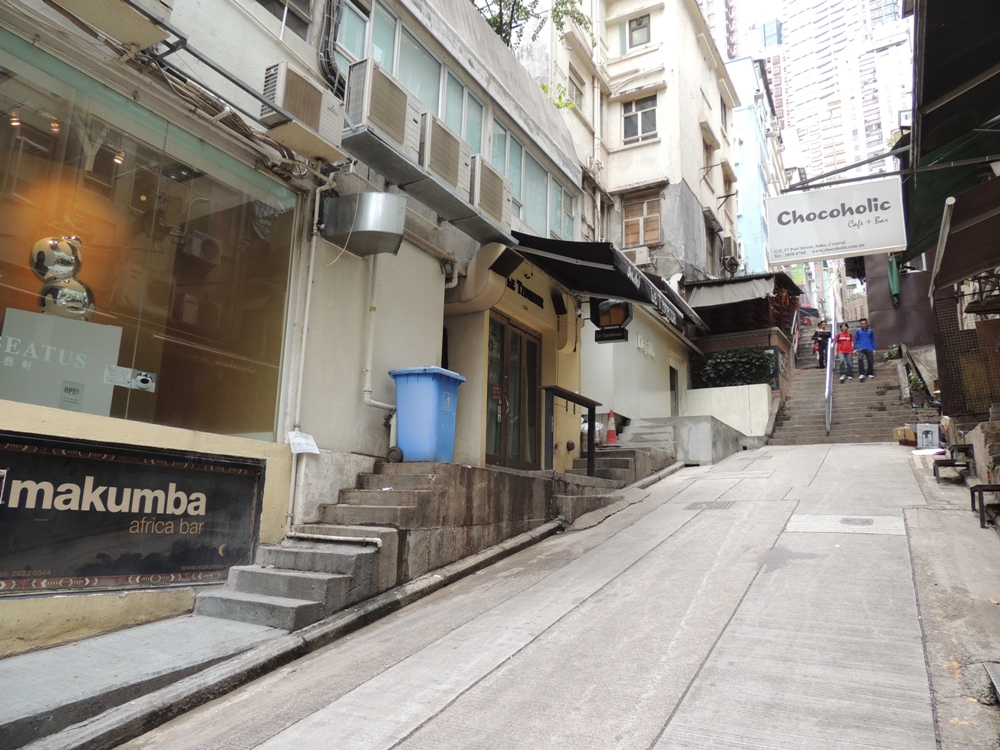
劇中Pop Up酒吧門外的斜巷，第4集中鄭振軒與宋以朗協助劉俊雄搬開被堵住私家車，三人重拾昔日友誼，此幕取景於上環卑利街。

18年後，鄭振軒意外重聚舊友，並發現許家明遺作《年少無知》。四人一度和解，但當年的真相逐漸浮現：鄭振軒恢復記憶並自首，葉梓恩得知後憤而刺傷宋以朗。此後，三人關係再度破裂——劉俊雄變得自私狠辣，宋以朗放棄財富孤獨懺悔，鄭振軒面臨失明與法律制裁。
最終，葉梓恩籌辦許家明遺願中的獨立搖滾音樂會。在廢棄機場的舞台上，三人放下恩怨重組樂隊演唱《年少無知》，短暫重拾青春熱血。音樂會後，四人面臨不同結局——劉俊雄為救孩童意外身亡，宋以朗則孤獨終老，鄭振軒雖然失明，卻與家人和解，葉梓恩獨赴天山，反思命運與救贖。

## 角色

### 主要角色
| 角色                    | 演員                            | 角色扼要介紹 |
| 劉俊雄 （鼓佬、 Joe）   | 林保怡 （中年） 羅鈞滿 （青年） | 43歲，會計師。年少時與宋以朗、鄭振軒、許家明組成樂隊，擔任鼓手，與葉梓恩為好友。1992年在天山發生意外後，為了贖罪而捨棄本行，加入維護工人權益會，並成為總幹事，但過度投入工作令他與妻子馬詠儀關係疏離。 |
| 宋以朗 （黑仔、 Angus） | 陳豪 （中年） 楊潮凱 （青年）   | 38歲，證券經紀。年少時與劉俊雄、鄭振軒、許家明組成樂隊，擔任主音及結他手，曾為葉梓恩男友。1992年在天山發生意外後行惡發洩，加入正灝金融，並擔任營運總監，參與黑市期指交易，為償還巨債與翁卓桐結婚，同時與下屬林佩玲關係曖昧，翁卓樺對他甚有戒心。                                                                                  |
| 葉梓恩 （Yan、 Hazel）  | 佘詩曼 （中年） 蔣家旻 （青年） | 34歲，域聲電台（C.C Radio）清談節目「都市未眠人」主持人，總是穿著黑色長靴。自幼家庭破碎，年少時曾是宋以朗女友，其後與許家明相戀，並把他介紹給劉俊雄、宋以朗及鄭振軒認識，一手促成樂隊。在天山意外後怪責眾人沒有照顧許家明，與眾人疏遠，自暴自棄、過靡爛生活以掩飾傷痛，既是私房菜廚師Bowman妻子，同時與唱片監製Arthur展開婚外情。 |
| 翁卓桐 （Emma）         | 邵美琪                          | 40歲，正灝金融股東。自從父親死後與長姊翁卓樺相依為命，性格單純樂觀，故家族生意由翁卓樺主理，自己則嚮往浪漫愛情，對宋以朗一往情深並結成夫妻，並與眾人結為好友，同時種下姊妹因股份問題衝突的禍端。 |
| 鄭振軒 （Ronnie）       | 黃德斌 （中年） 梁証嘉 （青年） | 44歲，精算師。年少時與劉俊雄、宋以朗、許家明組成樂隊，擔任低音結他手，與葉梓恩為好友。1992年在天山發生意外時，因高燒導致失憶，忘記天山事件。與楊雪薇婚後結成美滿家庭，育有鄭文珊及鄭文基姊弟，並移民加拿大。 |
| 翁卓樺 （Brenda）       | 金燕玲                          | 50歲，正灝金融股東兼決策人。自從父親死後與妹翁卓桐相依為命，性格堅強獨立，頭腦清晰，打理家族生意。少年時與侯釗平結婚，並懷有身孕，但最終不幸流產，兩人離婚收場。 |
| 侯釗平 （George）       | 陳鴻烈                          | 翁卓樺前夫，在她流產後離婚。 |
| 林佩玲 （Jessica）      | 朱慧敏                          | 27歲，正灝金融客戶經理。 |
| 雷耀彬 （Ben）          | 張國強                          | 正灝金融職員，負責聯絡黑市期指客戶，先後聽命於宋以朗及劉俊雄。 |

### 其他角色
| 角色               | 演員                            | 角色扼要介紹 |
| 江兆泉             | 劉丹                            | 維護工人權益會主席 |
| 馬詠儀 （Gina）    | 陳芷菁 （中年） 麥皓兒 （青年） | 41歲，仁愛醫院護士長。年少時與劉俊雄相戀，對他與眾人組成樂隊甚有微言，曾與葉梓恩為好友。1992年眾人在天山發生意外後，與劉俊雄結婚，因身體理由數度流產。劉俊雄放棄會計師事業，全心參與工運後，兩人關係疏離，並與同院醫生Ivan發生婚外情                   |
| 楊雪薇 （Shirley） | 湯盈盈                          | 39歲，飾品店東主。與鄭振軒已結婚十多年，育有鄭文珊及鄭文基姊弟，一心經營美滿的家庭，對丈夫眼疾感到憂慮。2010年隨丈夫從加拿大返港，結識劉俊雄、宋以朗、葉梓恩等人。隨着鄭振軒憶起18年前天山意外並一度性情大變，一直希望舉家返回加拿大，重新過幸福生活。 |
| Mabel              | 周家怡                          | 域聲電台（C.C Radio）節目主持人，葉梓恩之好友。 |
| Daisy              | 簡慕華                          | 域聲電台（C.C Radio）節目「Daisy博格」主持人，葉梓恩之好友。 |
| Rico               | 戴耀明                          | 域聲電台（C.C Radio）節目助理，葉梓恩之助手。 |
| 區海晴 （Cloris）  | 李思雅                          | 維護工人權益會職員、劉俊雄之助手，一直對他心生傾慕，但未為劉俊雄接受。 |
| Ivan               | 駱應鈞                          | 仁愛醫院醫生，曾為馬詠儀情夫。 |
| Bowman Leung       | 黃智賢                          | 私房菜餐廳東主、葉梓恩之前夫。 |
| 許家明             | 張景淳                          | 少年時與葉梓恩相戀，並介紹認識劉俊雄、宋以朗、鄭振軒組成樂隊，擔任主音及結他手。1992年與三人在天山發生意外，失足跌倒重傷，後被三人殺害及吃掉。死後留下遺作《年少無知》，以及在香港舉辦搖滾音樂節的遺願。                                               |
| Gordon             | 麥子樂                          | 域聲電台（C.C Radio）節目主持人，葉梓恩之好友。 |
| 何展衡 （Jason）   | 鄭子誠                          | 中西區重案組督察 |
| Arthur             | 徐榮 （配音：張景淳）           | 唱片監製。由於聲音與葉梓恩已故男友許家明相似，因此成為葉梓恩之情夫。 |
| 洪茂森 （Sam）     | 戴志偉                          | 域聲電台（C.C Radio）台長。 |
| Dr Dylan           | Joe Junior                      | 域聲電台（C.C Radio）搖滾音樂節目主持人，原型为美国歌手Bob Dylan。 |
| 葉光來             | 余子明                          | 葉梓恩之父。 |
| 鄭文珊 （Katie）   | 潘曉彤                          | 高中學生，鄭振軒、楊雪薇之長女。 |
| 鄭文基 （Frankie） | 楊家盛                          | 小學生，鄭振軒、楊雪薇之幼子。 |

## 劇集播放歷史
雖然《天與地》在2010年初已拍竣，但據報因無綫電視高層認為劇集題材敏感，不符合一般家庭觀眾的口味，對收視及廣告收益會構成衝擊，故一直延至2011年11月才首播。《天與地》獲選為萬千星輝頒獎典禮2012最佳劇集後，無綫電視立即安排在2013年1月2日凌晨12時05分（1月1日深夜）重播該劇，取代原定該時段播放的《刑警》，並順延至2013年10月17日播映。此後，無綫於2016年8月22日至9月20日期間在J5台第二次重播此劇。

## 收視
《天與地》自2011年11月21日首播至翌年1月1日大結局平均收視為25點，最高收視達34點。隨著劇集的播放，《天與地》的收視在第6週中國内地禁播後開始回升，在大結局一集中更取得34點的最高收視。雖然如此，該劇仍是2011年全年平均收視第二低的無綫電視劇。以下為該劇於香港無綫電視翡翠台、高清翡翠台之收視紀錄： 
| 週次 | 集數   | 日期                     | 平均收視 | 最高收視 | 參考資料 |
| ---- | ------ | ------------------------ | -------- | -------- | -------- |
| 1    | 1－5   | 2011年11月21日－11月25日 | 26點     | 30點     | [ 54 ]   |
| 2    | 6－9   | 2011年11月28日－12月1日  | 25點     | 不適用   | [ 54 ]   |
| 3    | 10－13 | 2011年12月6日－12月9日   | 23點     | 不適用   | [ 54 ]   |
| 4    | 14－18 | 2011年12月12日－12月16日 | 24點     | 不適用   | [ 54 ]   |
| 5    | 19－23 | 2011年12月19日－12月23日 | 24點     | 不適用   | [ 54 ]   |
| 6    | 24－28 | 2011年12月26日－12月30日 | 25點     | 不適用   | [ 54 ]   |
| 6    | 29     | 2012年1月1日             | 30點     | 34點     | [ 54 ]   |
| 全劇 | 全劇   | 全劇                     | 25點     | 34點     | [ 54 ]   |

此外，該劇的結局除了在電視收視上取得佳績外，在互聯網上亦受到追捧，結局播出後兩日，《天與地》結局在網絡電視平台MyTV的點擊量達33萬，YouTube也有22萬次點擊，相當於8.6點收視，而《天與地》結局在30日播放期，最終獲96萬人次的點擊率。

### 電視節目欣賞指數
在香港電台委託香港大學民意研究計劃進行的電視節目欣賞指數調查，在2012年1月進行2011年度第四階段調查，訪問了2,123名受訪者，《天與地》的欣賞指數錄得70.78，排名第31位，有63.8%受訪者評分或收看該劇，按認知度則排名第7位，是同一階段調查內認知度最高的電視劇集。在2011年電視節目欣賞指數調查全年綜合結果，《天與地》按欣賞指數排名第65位，按認知率則排名第11位。

## 影響與評價

### 觀眾評價

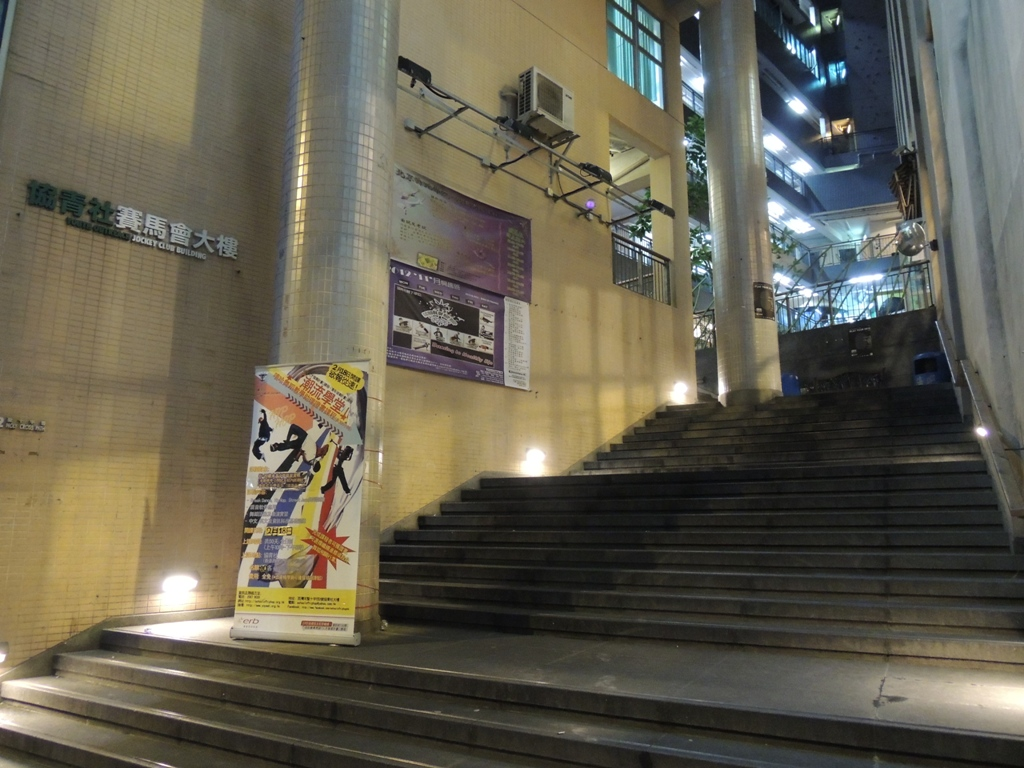
《天與地》第7集中，Joe Junior飾演的Dr. Dylan向葉梓恩解說搖滾精神，一句「This city is dying, you know?」成為劇集的經典對白之一。此幕於西灣河的協青社賽馬會大樓梯間拍攝

《天與地》探討人性的陰暗面，涉及道德、倫理、善惡、政治、宗教、死亡等議題，被形容是繼《大時代》後，題材和風格最大膽的劇集。開播後外界評價兩極，有人投訴食人情節血腥、亦有人對劇情不明所以，但有年輕觀眾認為劇集勇於突破師奶劇。有評論認為《天與地》比師奶劇的出色精彩之處在於拍出壓抑的氛圍，劇中角色劈腿、一夜情；默然煮飯，數分鐘沒有一句對白，主角閉上眼睛接受失明的來臨，傾訴着角色心中無法撫平的傷痛，在人性描寫花中不少心思。拍攝技巧亦有不少突破，以交錯時空拼湊眾人過去。第7集中Dr. Dylan向葉梓恩解說搖滾精神，提到「This city is dying, you know? （這個城市正步向死亡，你知道嗎？）」的對白，諷刺香港社會由多元文化變成單一思維的問題，產生很大共鳴。
電影導演劉偉恒曾撰文欣賞《天與地》，認為劇集勾起觀眾已冷卻的激情和熱血，「那股已經徹底腐爛了的不屈精神，還有那段一去不返的純真歲月」，而劇中主角們常常緬懷的精神和價值觀，統統都變成「逝去日子」。《打擂台》導演鄭思傑亦坦言是該劇支持者，認為劇集大膽創新，鏡頭運用和枝節細緻，而導演葉念琛也力推該劇拍攝技巧上乘，「對行內人來說，他的拍攝手法很像電影，例如時空交錯、沒有對白的鏡頭，均相當懂得用鏡頭講故事。」

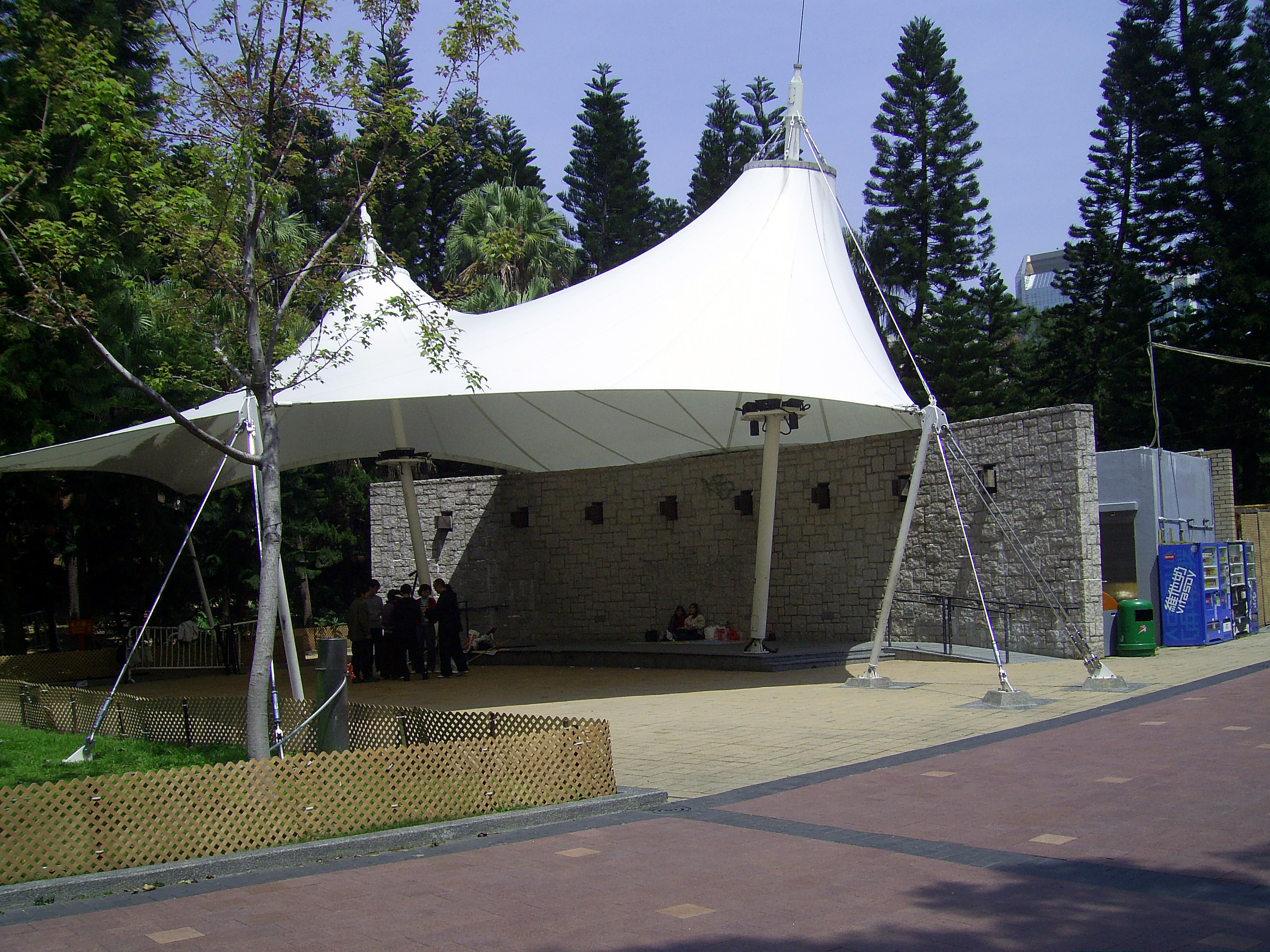
劇中討論最低工資立法的《香港論壇》，取景於維多利亞公園音樂亭，即香港電台節目《城市論壇》的主要場地

然而，部份觀眾指劇情表達含混，認為劇集節奏過慢。廣播事務管理局接到19宗投訴，不滿劇中有關於食人肉的情節、裸露鏡頭、竊聽行為、對白涉及污蔑或歧視成分等，全部投訴均被裁定為「證據不足」。有評論認為原因是香港觀眾習慣於肥皂劇直觀，觀賞劇集不能轉彎抹角，否則看得一頭霧水，覺得是故弄玄虛，評論認為香港欠缺文化氣息，能夠播放藝術創作氣息濃厚的該劇，代表香港電視劇變革、由單調變得多元的開始。媒體人洪嘉則撰文認為此劇「把角色互切，把時空對接，胡裏花俏的，把老套長氣的故事弄得好像很難懂一樣」，角色設定粗糙及樣辦化，情節虛浮脫離現實，劇中「和諧不是一百個人講同一說話，和諧是一百個人有一百句不同說話之餘，又互相尊重」等金句，是架空的情緒宣泄，無助劇情推進，認為稱為「神劇」是過譽。
劇中演員林保怡曾表示《天與地》是透過角色半生深刻經歷，帶出社會的壓力同殘酷，呼籲觀眾思考：「不可以只看表面，大家用腦思考一下，看劇得到甚麼？」女主角佘詩曼則早已預期劇集未必人人皆懂：「拍攝時都預料很多人會看不明白，但我很開心80後懂得用心去欣賞，作為演員遇到一部這樣好的劇集和編劇，是很幸運的事，我真的演得很過癮。」。主角之一的黃德斌接受訪問時，認為外界稱師奶看不懂是錯覺：「那些師奶跟我差不多年紀，應該很有感覺，大家經歷的年代一樣，看着社會變化。」他認為雖然劇本的時代背景與播放時有一定差距，如香港已訂立最低工資，但劇集涉及的訊息仍能讓觀眾領略到，甚至被劇組想像的要多，「Joe Junior所說一番話，套用現在仍用得着，這些問題很值得大家三思，一個所謂國際大都會文明社會，為甚麼還有這類問題？」

### 電視業的反思
《天與地》自首播至第6週，收視一度下滑至23點，因而有傳該劇有可能會被無綫腰斬。但另一方面，《天與地》卻贏得不少的口碑，在結局播出後無綫收到近120個電郵及電話，讚賞劇集製作認真；隨後更以近8萬票力壓《大太監》等作品奪得《萬千星輝頒獎典禮2012》最佳劇集獎項，從而形成「低收視，高口碑」的現象。有分析認為這源於家庭主婦壟斷了電視收視的控制權，電視台為迎合她們的口味和確保收視，刻意制作較易消化的肥皂劇，結果就是收視率雖高，節目質素平平無奇，長遠不利香港電視業的發展。陶傑在其主持的電台節目《光明頂》中更形容這情況是「收視主義」，認為電視節目的收視率高企並不代表質素有所保證，若無綫一直生產這類肥皂劇，只會維持在低增值水平。
另一方面，有評論指無綫港劇近年日益公式化，但收視依舊高企全因觀眾缺乏選擇造成。曾創作《壹號皇庭》和《天地豪情》等劇的無綫前編審鮑偉聰就指，這驅使觀眾「又要罵又要看」，終形成惡性循環。香港嶺南大學文化研究系助理教授梁旭明則指出日劇、韓劇的成功乃因引入社會現實甚至具爭議的民生議題，從而加強了劇種多元化外，更提升了觀眾對這些議題的關注和討論，達至娛樂及培育公眾的社會功用；反之，香港電視業由一台獨大，形成慣性收視，加之製作團隊青黃不接，令港劇依呆用千篇一律的主線，難以取得進步，最終一潭死水，為了解決這個問題，新增免費電視競爭者是其中一種出路。
《天與地》也衍生香港電視收視調查機制的討論，城市電訊董事會主席王維基認為，《天與地》收視持續低迷與現行制度過於側重低收入家庭有關，影響到節目製作方針和質量，「樣本家庭偏向低收入家庭，不同教育水平和收入不同，喜歡看的節目也不同」，促請重新制訂收視調查規則。

### 中國大陸禁播
2011年12月27日，中华人民共和国国家广播电影电视总局下令禁播該劇，11個中國大陸地區視頻網站遂將該劇的線上播放連結全數刪除，豆瓣网、百度貼吧等網站则刪除其专题页面及相關討論，而百度百科、互動百科等線上百科全書也刪除該劇的條目。但是现在百度百科已经恢复该条目，一并记录该剧被禁播的信息。
據香港傳媒所述，这是逾20年來首次有香港電視劇遭中國大陆禁播。禁播事件引起更多人對劇集的關注，《華爾街日報》亦有報導禁播消息。據報該劇可能因涉及「人食人」題材、「金句」對白涉及政治黑暗、涉嫌影射中國大陸政治敏感話題而被封殺。無綫電視回應不清楚禁播原因，並向中国大陆有關當局查詢，《明報》記者就此事致電国家广播电影电视总局，有職員表示「不清楚」、「我們沒有義務接受採訪」後就掛線。監製戚其義澄明編審周旭明接受訪問時提及六四事件，只屬其創作時的靈感來源，強調該劇並無政治隱喻。

### 被指影射Beyond

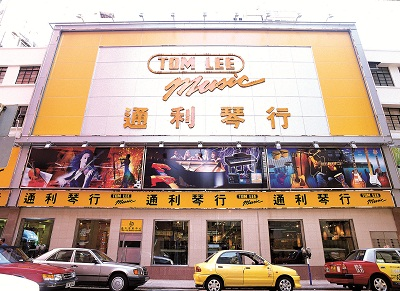
劇中宋以朗練習結他的琴行，為通利琴行尖沙咀門市部總行

該劇在播映前已在網上掀起討論，有網民指劇情有影射香港殿堂級搖滾樂隊Beyond之嫌。林保怡、陳豪及黃德斌的角色同為樂隊成員，18年前（劇中年份為1992年）三人聯同一名好友到天山旅遊，最後只有他們三人回港，這設定與Beyond於1993年（即該劇播出的18年前）前往開拓日本市場，成員黃家駒意外身亡的遭遇相似。劇中宋以朗有一位親密女伴，又愛紋身、打泰拳，像Beyond黃貫中；劉俊雄夫婦像黃家強與其日籍妻子，而且宋以朗與劉俊雄關係決裂；鄭振軒則像葉世榮。不過，影射說法被劇中演員否認，如陳豪出席劇集首播活動時，稱劇集雖有不少Beyond的音樂，但「與他們完全沒關係」。

### 二次創作
《天與地》受到廣泛討論，香港電台電視節目《頭條新聞》在2012年2月播出的新季度首集，借用《天與地》內容進行二次創作為「《癲夠未》特輯」，主持人吳志森飾演鼓佬、曾志豪飾演黑仔、羅啟新飾演Ronnie、林超榮飾演肥Yan，分別影射劉俊雄、宋以朗、鄭振軒及葉梓恩，首播特輯更以「Lion Rock Fest」音樂會為題，模仿劇中的露天音樂會，主持人與嘉賓李卓人、梁福元及杜耀明在片末合唱重新譜詞的《年少無知》。
該劇也衍生不少網上惡搞作品，較為人熟悉的，包括以2012年香港特別行政區行政長官選舉為背景，諷刺候選人唐英年大宅僭建風波的《天與地「牢」》。

### 社會運動

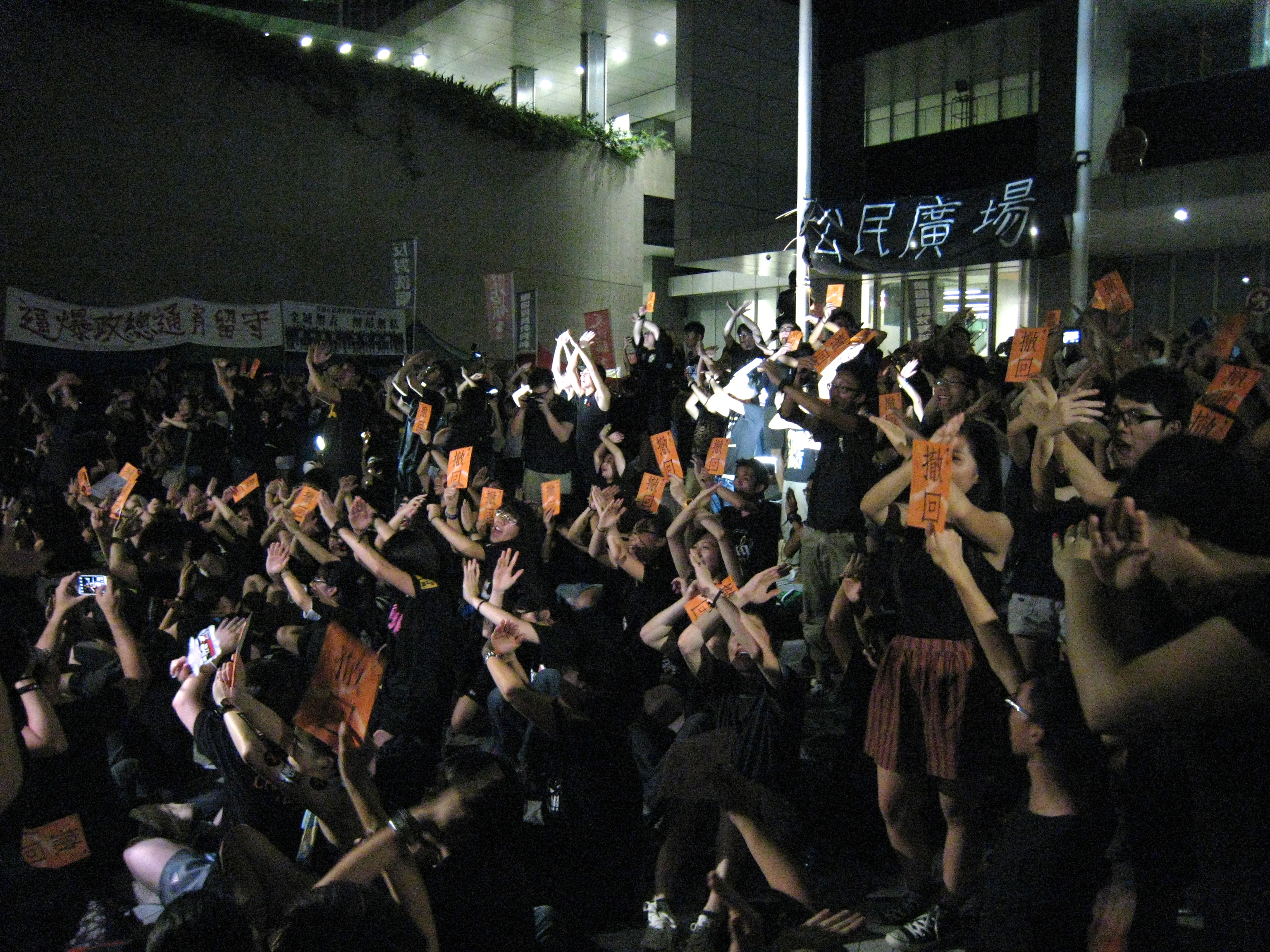
2012年9月7日晚上在政府總部參加反國教科集會的群眾

該劇探討不少社會現象，如社會文化走向單一、現實政治的殘酷等，乃至劇中Dr. Dylan對白提到「抗拒建制、自由、愛、勇往直前」的搖滾精神，與香港人不滿政治及社會現況的心情吻合，而片尾曲《年少無知》提到「如果命運能選擇，十字街口你我踏出的每步更瀟灑；如果活著能坦白，舊日所相信價值，不必接受時代的糟蹋」等歌詞，引起不少觀眾的共鳴，《年少無知》因此被視為社會運動的歌曲，最初是2012年1月民主黨支部「民主青年」為參選2012年香港特別行政區行政長官選舉的何俊仁街頭造勢時演唱，藉歌詞作為政治宣傳。此外，獨立樂隊「冬密語」在2012年1月2日於銅鑼灣百德新街演唱《年少無知》被警方驅趕，亦引起香港表演自由的討論。
2012年7月，教育局資助國民教育服務中心出版的《中國模式國情專題教學手冊》，觸發反對德育及國民教育科的連串抗爭，學生組織學民思潮在8月底發起「埋單計數，撤回課程，佔領政總」行動，連日萬人佔領政府總部，飾演少年劉俊雄的羅鈞滿與少年宋以朗的楊潮凱在9月7日晚上到場，帶領在場12萬群眾合唱《年少無知》，羅鈞滿在新浪微博留言稱，自己跟在場市民一樣「愛國家、愛香港、愛未來與下一代」，演唱《年少無知》讓他感受最深。

## 原創歌曲及配樂

### 主題曲《天與地》

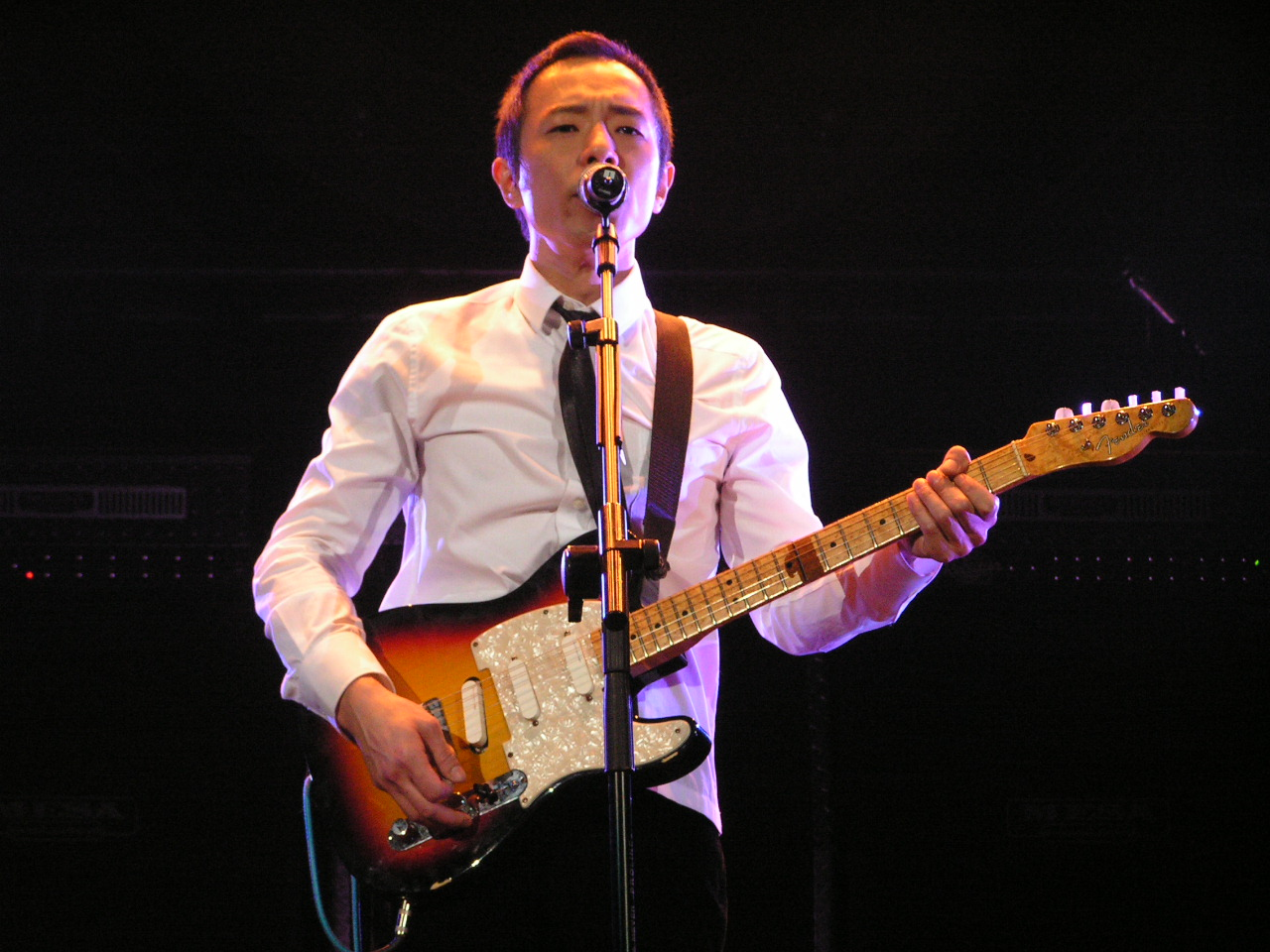
黃貫中創作劇中的主題曲《天與地》及片尾曲《年少無知》

主題曲《天與地》與劇集同名，由前Beyond成員黃貫中一手包辦作曲、填詞和主唱，是一首搖滾樂樂曲。黃貫中在訪問中表示，他在創作這曲前把整個劇本讀完，已漸漸地醞釀出旋律和歌詞，再「把好和特別的場景記下，拿著結他，僅3個小時就完成該作品」。樂評人月巴氏在其專欄中指出「這才是主題曲」:「當劇組能選來這麼一首主題曲和片尾曲，劇集質素也應該有個保證。」
因版權問題，此曲延至2012年才收錄於黃貫中《Paul Wong Rockestra 演唱會》發售的《Paul Wong Collection（限量珍藏版）》內，並正式在2013年1月發行同名再版專輯內。

### 片尾曲《年少無知》

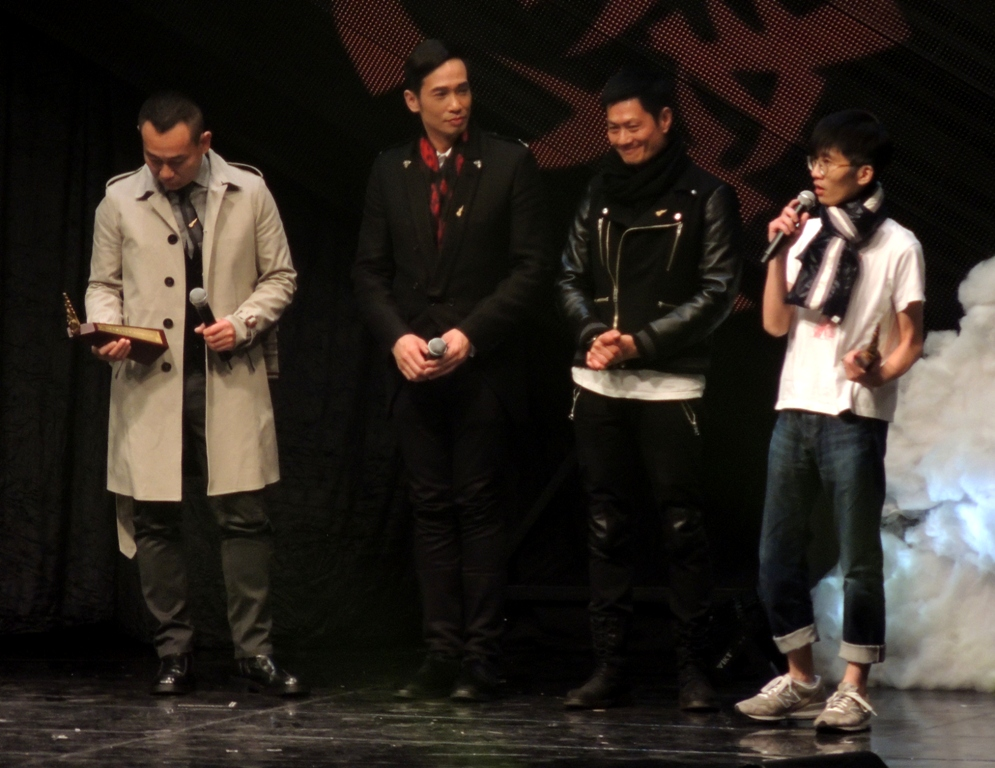
主唱《年少無知》的林保怡、陳豪、黃德斌，以及填詞人林若寧在2012年度叱咤樂壇流行榜頒獎典禮分享獲獎感受

片尾曲《年少無知》由黃貫中作曲、林若寧填詞，三位男主角林保怡、陳豪、黃德斌主唱，同樣是搖滾樂，但曲調較慢。這曲於2011年派台，先後晉身新城電台997、叱吒903、無綫勁歌金曲以及香港電台的排行榜，並一度高佔第2位。這曲收錄於《Love TV情歌精選3》之中，在2012年3月上市。香港填詞人黃志華則在專欄中指「歌词每一段开始处都艳羡青春年少的岁月」、「这首词像是浑然天成，不曾怎样刻意经营，却有一股动人的力量」。廣東的《時代周刊》評此曲是一首社會意識的流行曲，「追寻摇滚的余韵，缅怀剧中那场不可能的摇滚音乐会里对爱与自由倾城的坚持」，《羊城晚報》更評此曲為2011年7首值得一聽的好歌之一。
因歌曲大受歡迎，黃貫中翻唱此曲，在2012年12月推出單曲碟，此曲收錄於2013年1月發行的再版《Paul Wong Collection》專輯之中，而陳豪、林保怡及黃德斌的原唱版則以Bonus Track形式，收錄同一專輯內。

### 配樂
《天與地》劇中樂隊演奏多是Beyond在1992年或以前的作品，包括《不再猶豫》、《歲月無聲》、《光輝歲月》、《冷雨夜》、《俾面派对》、《灰色軌跡》、《誰伴我闖蕩》、《喜歡你》、《遙望》等。劇中飾演少年宋以朗的楊潮凱接受訪問稱，編導曾建議樂隊唱《我是憤怒》，但歌曲是1993年作品，與劇中背景的1992年不同，故他主動提出糾正，以免給樂迷投訴。
劇中Pop Up酒吧場景內，台上無名樂隊所唱的歌曲皆為原創，並由鄭俊弘、陳建文、鄭世豪及張彥博四名演員現場即席演奏及演唱。飾演樂隊結他手兼主音的鄭俊弘在走紅後透露，參與創作劇中部份歌曲，包括第1集由其獨立組合HOME的原創歌曲《天堂》，而第17集中宋以朗獨唱的英文歌，亦是他為《天與地》所創作。
該劇亦經常以美國女歌手妮歌·奧爾登（Nichole Alden）的《Baby Now》及《Not Looking Back》作為配樂。監製戚其義解釋，希望《天與地》有搖滾之餘，亦有少許爵士樂元素。

## 獎項殊榮
| 頒獎典禮                         | 獎項                            | 得獎者                                    | 結果           | 結果    |
| -------------------------------- | ------------------------------- | ----------------------------------------- | -------------- | ------- |
| SINA Music樂壇民意指數頒獎禮2011 | SINA Music電視劇主題曲大獎      | 《年少無知》 （林保怡、陳豪、黃德斌主唱） | 獲獎           | [ 104 ] |
| 萬千星輝頒獎典禮2012             | 最佳劇集                        | 《天與地》                                | 獲獎           | [ 105 ] |
| 萬千星輝頒獎典禮2012             | 最佳女主角                      | 佘詩曼                                    | 提名（5強）    | [ 106 ] |
| 萬千星輝頒獎典禮2012             | 我最喜愛的電視女角色            | 佘詩曼                                    | 提名（5強）    | [ 107 ] |
| MY AOD我的最愛頒獎典禮2012       | 我的最愛電視女主角              | 佘詩曼                                    | 提名（5強）    | [ 108 ] |
| MY AOD我的最愛頒獎典禮2012       | 我的最愛十五大電視角色          | 林保怡                                    | 提名           | [ 108 ] |
| MY AOD我的最愛頒獎典禮2012       | 我的最愛十五大電視角色          | 佘詩曼                                    | 提名           | [ 108 ] |
| MY AOD我的最愛頒獎典禮2012       | 我的最愛電視劇集                | 《天與地》                                | 提名（5強）    | [ 108 ] |
| MY AOD我的最愛頒獎典禮2012       | 我的最愛電視歌曲                | 《年少無知》 （林保怡、陳豪、黃德斌主唱） | 提名（5強）    | [ 108 ] |
| 壹電視大獎2012                   | 十大電視節目                    | 《天與地》                                | 獲獎（第一位） | [ 109 ] |
| 壹電視大獎2012                   | 十大電視藝人                    | 陳豪                                      | 獲獎（第一位） | [ 109 ] |
| 壹電視大獎2012                   | 十大電視藝人                    | 佘詩曼                                    | 獲獎（第二位） | [ 109 ] |
| 壹電視大獎2012                   | 最搶戲男配角                    | 黃智賢                                    | 獲獎           | [ 109 ] |
| 壹電視大獎2012                   | 最有前途男藝人                  | 張景淳                                    | 獲獎           | [ 109 ] |
| 星和無綫電視大獎2012             | 我最愛TVB電視劇集               | 《天與地》                                | 獲獎           | [ 110 ] |
| 星和無綫電視大獎2012             | 我最愛TVB男藝人                 | 陳豪                                      | 提名           | [ 110 ] |
| 星和無綫電視大獎2012             | 我最愛TVB女藝人                 | 佘詩曼                                    | 提名           | [ 110 ] |
| 星和無綫電視大獎2012             | 我最愛TVB電視男角色             | 陳豪                                      | 獲獎           | [ 110 ] |
| 星和無綫電視大獎2012             | 我最愛TVB電視女角色             | 佘詩曼                                    | 獲獎           | [ 110 ] |
| 星和無綫電視大獎2012             | 最佳活力獎                      | 黃德斌                                    | 獲獎           | [ 110 ] |
| 2012 CASH金帆音樂獎              | 最佳合唱演繹獎                  | 《年少無知》 （林保怡、陳豪、黃德斌主唱） | 獲獎           | [ 111 ] |
| 越南DMA2012                      | 最受歡迎劇集                    | 《天與地》                                | 獲獎           | [ 112 ] |
| 越南DMA2012                      | 最受歡迎香港女演員              | 佘詩曼                                    | 獲獎           | [ 112 ] |
| 亞洲電視大獎2012                 | 最佳男主角                      | 陳豪                                      | 獲獎           | [ 113 ] |
| YAHOO!搜尋人氣大獎2012           | 年度搜尋人氣歌曲                | 《年少無知》（黃貫中主唱）                | 獲獎           | [ 114 ] |
| YAHOO!搜尋人氣大獎2012           | 電視男藝人                      | 陳豪                                      | 獲獎           | [ 114 ] |
| YAHOO!搜尋人氣大獎2012           | 電視女藝人                      | 佘詩曼                                    | 獲獎           | [ 114 ] |
| YAHOO!搜尋人氣大獎2012           | 人氣電視劇                      | 《天與地》                                | 獲獎           | [ 114 ] |
| 2012年度新城勁爆頒獎禮           | 新城勁爆我最欣賞歌曲            | 《年少無知》（黃貫中主唱）                | 獲獎           | [ 115 ] |
| 2012年度叱吒樂壇流行榜頒獎典禮   | 叱咤樂壇我最喜愛的歌曲大獎      | 《年少無知》 （林保怡、陳豪、黃德斌主唱） | 獲獎           | [ 116 ] |
| 2012年度叱吒樂壇流行榜頒獎典禮   | WeChat Chit Chat 樂壇最熱選歌曲 | 《年少無知》 （林保怡、陳豪、黃德斌主唱） | 獲獎           | [ 116 ] |
| 第35屆十大中文金曲頒獎典禮       | 十大中文金曲                    | 《年少無知》 （林保怡、陳豪、黃德斌主唱） | 獲獎           | [ 117 ] |
| 第35屆十大中文金曲頒獎典禮       | 全球華人至尊金曲                | 《年少無知》 （林保怡、陳豪、黃德斌主唱） | 提名           | [ 118 ] |

## 影碟發行
《天與地》美國發行版本DVD全集於2011年發售，由電視廣播（國際）有限公司授權，美國泰盛娛樂公司發行，為6碟裝，影碟可選擇粵語或普通話對白，亦設英文、繁體中文、簡體中文字幕，DVD區域碼為全區碼。電視廣播（國際）有限公司其後在2012年6月公開發售國際版本的DVD影集，同為6碟裝，對白語言及字幕安排相同，但DVD區域碼改為第3區。

## 相關研究文獻
- 周佩霞《Is Our City Dying? 從〈天與地〉看香港電視劇與身份認同角力》（收錄於《香港．城市．想像》，匯智出版，2014，ISBN：9789881299550）[122]
- 張昕之《簡評香港劇集〈天與地〉在內地禁播事件》（收錄於《傳媒透視》2012年1月期，香港電台）[123]

## 備註
1. ↑  在《天與地》播出版本，張建生為林保怡飾演角色劉俊雄的選舉對手。
2. ↑  劇中宋以朗以「司徒先生」身分到葉梓恩前夫Bowman私房菜館用膳，以了解葉梓恩的生活，詳見《天與地》第15集。
3. ↑  該劇於2009年9月21日在將軍澳電視廣播城一廠外灰位舉行試造型記者會[23]。
4. ↑  該劇於2009年10月20日下午3時正在將軍澳電視廣播城十二廠舉行開廠拜神[36]。
5. ↑  對白全文為：「你看看我們這個世界，看看這個城市是甚麼樣子。除了『錢』這個字之外，我們已經分辨不出是非黑白。我們每個人都被環境訓練得像倒模出來似的：喜歡吃同一樣的食物，喜歡同一樣的電視節目，支持同一種政治立場，信奉一種生老病死的做人方式。This city is dying, you know? 」[63]
6. ↑  本屆為首次由觀眾投票，《天與地》總得票數是84472票[105]。

## 外部連結
- 《天與地》（页面存档备份，存于） 官方網站，tvb.com
- 天與地 - PA手記（页面存档备份，存于） 官方幕後花絮網站，tvb.com
- 天與地- 香港網絡大典（页面存档备份，存于）
- 互联网电影数据库（IMDb）上《天與地》的资料（英文）

| 香港無綫電視翡翠台、高清翡翠台 第三線劇集時段 · 星期一至五21:30-22:30 · 1月1日 星期日21:00-23:00 | 香港無綫電視翡翠台、高清翡翠台 第三線劇集時段 · 星期一至五21:30-22:30 · 1月1日 星期日21:00-23:00 | 香港無綫電視翡翠台、高清翡翠台 第三線劇集時段 · 星期一至五21:30-22:30 · 1月1日 星期日21:00-23:00 |
| ------------------------------------------------------------------------------------------------ | ------------------------------------------------------------------------------------------------ | ------------------------------------------------------------------------------------------------ |
|                                                                                                  | 天與地 （2011.11.21 - 2012.01.01）                                                               |                                                                                                  |
| 法證先鋒III （2011.10.10 - 2011.11.20）                                                          | 缺宅男女 （2012.01.03 - 2012.02.12）                                                             |                                                                                                  |

| 香港無綫電視翡翠台 凌晨劇集時段 · 星期二至六00:05-01:05 · 1月22日改為00:05-00:40及01:10-01:35播出 · 2月9日改為00:05-02:05播出（連續播映兩集） | 香港無綫電視翡翠台 凌晨劇集時段 · 星期二至六00:05-01:05 · 1月22日改為00:05-00:40及01:10-01:35播出 · 2月9日改為00:05-02:05播出（連續播映兩集） | 香港無綫電視翡翠台 凌晨劇集時段 · 星期二至六00:05-01:05 · 1月22日改為00:05-00:40及01:10-01:35播出 · 2月9日改為00:05-02:05播出（連續播映兩集） |
| --- | --- | --- |
| | 天與地 （2013.01.02 - 2013.02.09） | |
| 讀心神探 （2012.12.01 - 2012.12.28） | 仁心解碼 （2013.02.16 - 2013.03.15） | |

| 香港無綫電視J5 晚上劇集時段 · 星期一至日22:30-23:30 | 香港無綫電視J5 晚上劇集時段 · 星期一至日22:30-23:30 | 香港無綫電視J5 晚上劇集時段 · 星期一至日22:30-23:30 |
| --------------------------------------------------- | --------------------------------------------------- | --------------------------------------------------- |
|                                                     | 天與地 （2016.08.22 - 2016.09.20）                  |                                                     |
| 學警狙擊 （2016.07.04 - 2016.08.02）                | 潛行狙擊 （2016.09.21 — 2016.10.20）                |                                                     |

| 香港、 马来西亚 千禧经典台 追剧之王时段 · 星期六至日 06:00-08:30（香港时间） · 星期六至日 06:04-08:34（马来西亚时间）（三集连播） · 3月26日只播映一集 · 4月30日只播映兩集 | 香港、 马来西亚 千禧经典台 追剧之王时段 · 星期六至日 06:00-08:30（香港时间） · 星期六至日 06:04-08:34（马来西亚时间）（三集连播） · 3月26日只播映一集 · 4月30日只播映兩集 | 香港、 马来西亚 千禧经典台 追剧之王时段 · 星期六至日 06:00-08:30（香港时间） · 星期六至日 06:04-08:34（马来西亚时间）（三集连播） · 3月26日只播映一集 · 4月30日只播映兩集 |
| --- | --- | --- |
| | 天與地 （2023年3月26日 - 2023年4月30日） | |
| 古靈精探B （2023年2月26日 - 2023年3月26日） | 勇往直前 （2023年4月30日 - 2023年6月17日） | |

| 香港 myTV SUPERSUPER FREE 千禧经典台精选时段 · 星期六 07:00-10:00（香港时间）（三集连播） | 香港 myTV SUPERSUPER FREE 千禧经典台精选时段 · 星期六 07:00-10:00（香港时间）（三集连播） | 香港 myTV SUPERSUPER FREE 千禧经典台精选时段 · 星期六 07:00-10:00（香港时间）（三集连播） |
| ----------------------------------------------------------------------------------------- | ----------------------------------------------------------------------------------------- | ----------------------------------------------------------------------------------------- |
|                                                                                           | 天與地 （2023年4月22日 - 2023年6月24日）                                                  |                                                                                           |
| 此频道开播                                                                                | —                                                                                         |                                                                                           |